# سید فاضل موسوی
موسوی (زادهٔ ۱۳۳۹ در خدابنده) نمایندهٔ حوزهٔ انتخابیهٔ خدابنده در دورهٔ هشتم مجلس شورای اسلامی بوده‌است.